# Белшниця
Белшниця (пол. Bełsznica, нім. Belschnitz) — село в Польщі, у гміні Ґожице Водзіславського повіту Сілезького воєводства.
Населення — 1144 особи (2011).

## Демографія
Демографічна структура станом на 31 березня 2011 року:
|          | Загалом | Допрацездатний вік | Працездатний вік | Постпрацездатний вік |
| -------- | ------- | ------------------ | ---------------- | -------------------- |
| Чоловіки | 578     | 133                | 397              | 48                   |
| Жінки    | 566     | 114                | 347              | 105                  |
| Разом    | 1144    | 247                | 744              | 153                  |